# Элафонисос
Элафо́нисос (греч. Ελαφόνησος) — небольшой остров в заливе Лаконикос Эгейского моря. Находится у юго-восточной оконечности Пелопоннеса к западу от полуострова Элос и мыса Малеи. К югу находится пролив Элафонисос, важный морской путь и остров Китира. Население 1041 житель по переписи 2011 года. Площадь острова составляет 17,859 квадратного километра, протяженность береговой линии — 30 километров. Основными занятиями жителей является обслуживание туристов и рыболовство.
Деревня Элафонисос находится в 8 километрах к западу от Неаполиса, в 35 километрах к югу от Молаи, в 4 морских милях от Китиры и в 25 морских милях от Йитиона.
В римский период — полуостров и мыс Онугнафон (Ослиная челюсть, др.-греч. Ὄνου γνάθος) или Онугнат.
Главной церковью на острове является церковь Святого Спиридона. Также здесь находятся церкви Святого Патапия, Святой Троицы, Святого Андрея и Святого Иоанна.
С островом есть паромное сообщение.
Остров входит в сеть охранных участков «Натура 2000».

## Община Элафонисос

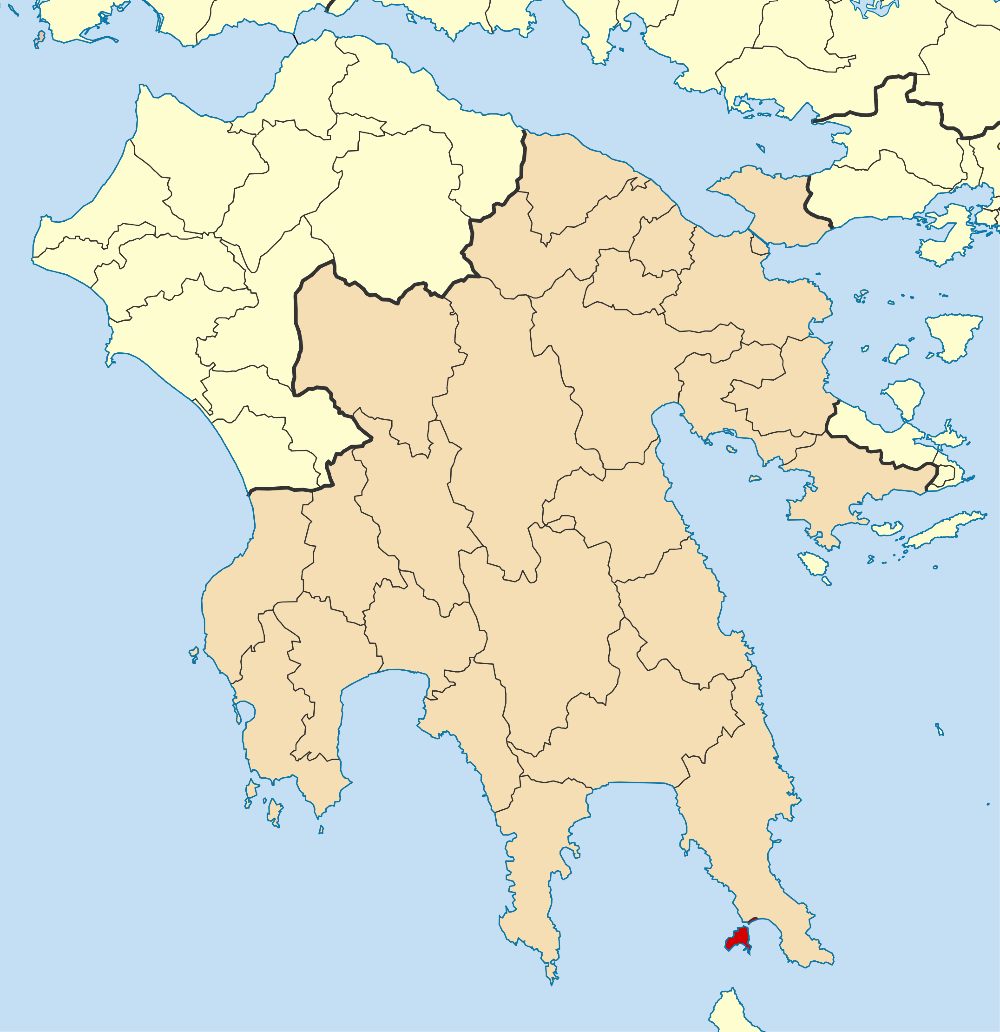
Община Элафонисос на карте периферии Пелопоннес

Община (дим) Элафонисос (Δήμος Ελαφονήσου) входит в периферийную единицу Лакония в периферии Пелопоннес. В общину Элафонисос входят пять населённых пунктов. Площадь 19,992 квадратных километров. Плотность 52,07 человек на квадратный километр. Административный центр — Элафонисос. Димархом на местных выборах 2019 года избрана Эфстатия Льяру (Ευσταθία Λιάρου).
Создана с 2011 года по программе «Калликратис».
К общине относится 2,033 квадратных километра суши на материке, где находятся основные сельскохозяйственные угодья жителей острова. Там находится озеро Стронгили (Λίμνη Στρογγύλη) и деревня Пунда (Πούντα).
В одном километре к северо-востоку от деревни Элафонисос и в одном километре от деревни Пунда у мыса Пунда находится остров Павлопетри (Παυλοπέτρι). У побережья Павлопетри на глубине 3—4 метра были обнаружены руины затонувшего города, процветавшего в 2000-е годы до н. э.
В общиту также входят острова Панайия (Νησιά Παναγίας) у деревни Като-Ниси на западном побережье Элафонисоса: Касела (Παναγίας Κασέλλα), Лепто (Λεπτό) и Прасониси (Πρασονήσι). Также в общину входит остров Аглифтис (Αγλύφτης).
| Населённый пункт | Население (2011), человек |
| ---------------- | ------------------------- |
| Капари           | 37                        |
| Като-Ниси        | 156                       |
| Лефки            | 15                        |
| Пунда            | 17                        |
| Элафонисос       | 816                       |

## Население
| Год  | Население, человек |
| ---- | ------------------ |
| 1991 | 647                |
| 2001 | 746                |
| 2011 | ↗ 1041             |